# Båndby ved Danfoss
Båndby ved Danfoss eller Danfoss-byen var en fremtidsvision om at sammenbygge byerne Nordborg, Langesø, Lavensby, Havnbjerg, Elsmark og Svenstrup som en sammenhængende storby. Kendetegnende for byerne var, at de lå i forlængelse af hinanden, som på et bånd, omkring hovedvejen mod Nordborg - heraf navnet. Båndbyen blev langt hen ad vejen realiseret, om end aldrig til fulde.
Baggrunden var, at Nordals i efterkrigstiden oplevede en voldsom befolkningstilvækst forårsaget af Danfoss eksplosive vækst. Danfoss' vedblivende behov for mere arbejdskraft i perioden fra 2. verdenskrig og frem til 1980'erne skabte et behov for i højere grad selv at styre og sikre byudviklingen, så man undgik de mere formelle og langsommelige kommunale beslutningsprocesser. Derfor etablerede Danfoss i 1950 eget boligselskab Danbo, som med stor hast opførte boliger til virksomhedens mange arbejdere. Boligerne blev bygget i store mængder i og omkring landsbyerne tæt på Danfoss, først og fremmest Havnbjerg, men også Svenstrup, Lavensby og Langesø.   
Båndbyen ved Danfoss fremstår i dag som en by der er opført med høj hast, og bærer præg af at mangle en samlet arkitektonisk linje og sammenhæng. Boligerne ligger atypisk placeret på marker langs hovevejen til Norborg, med spredte bycentre. Båndbyens hovedby Havnbjerg, bærer præg af at have et faldende befolkningstal. Det forretningstorv som tidligere var et samlingspunkt udstiller båndbyens forfald ved, at ligge slidt og uanvendt hen.